# Mathieu Viannay
Pour les articles homonymes, voir Viannay.
Mathieu Viannay, né le  14 juillet 1967 à Versailles, est un chef cuisinier français, installé à Lyon.

## Jeunesse
Mathieu Viannay naît à Versailles le 14 juillet 1967. Très jeune, sa passion du vin le conduit à travailler pendant ses vacances dans un restaurant parisien. Puis, ayant passé son bac, il rentre en CAP cuisine à l’école Ferrandi. Au cours de ses études, il fait des stages, ce qui lui permet d'être formé par Jean-Pierre Vigato et Henri Faugeron. Une fois son CAP obtenu, il travaille dans les cuisines des gares Montparnasse et Part-Dieu.

## Carrière

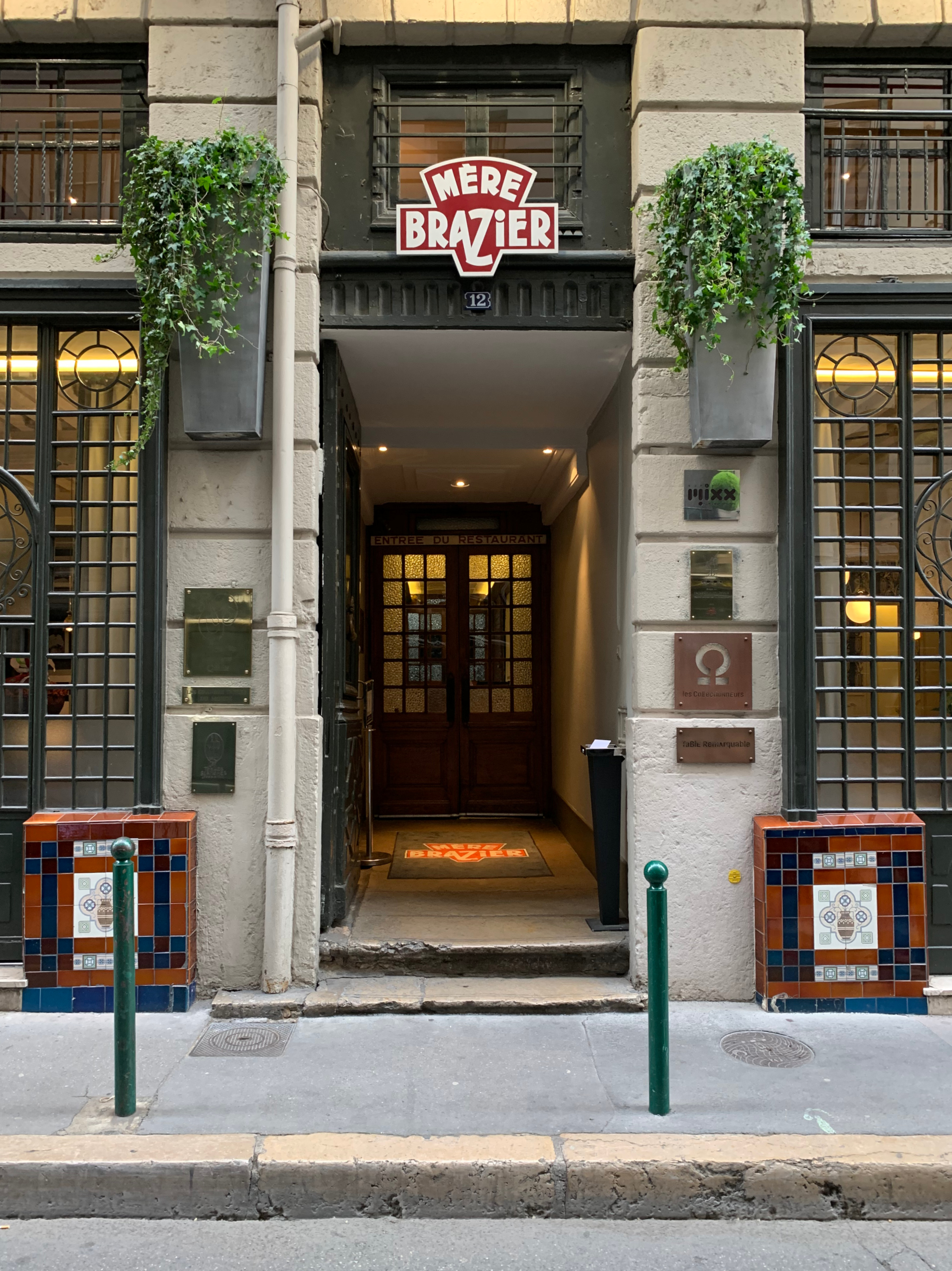
Le restaurant La mère Brazier, à Lyon.

Mathieu Viannay ouvre un premier restaurant à Lyon, en 1998 (Les Oliviers). Ce restaurant est remplacé en 2001, par son nouveau restaurant nommé Mathieu Viannay qui obtient une étoile au Michelin en 2005,. Entre-temps, en 2004, Mathieu Viannay devient Meilleur ouvrier de France.
En mars 2008, il achète le restaurant historique d'Eugénie Brazier,, La mère Brazier, situé rue Royale (à l'intersection avec la rue Eugénie-Brazier), dont l'exploitation est effective en octobre de la même année. Ce restaurant accède à la deuxième étoile au Michelin, dès mars 2009.
En 2012, Mathieu Viannay ouvre un bar à vin, le « Brazier Wine Bar », dans un local attenant au restaurant. La même année, Olivier Ginon, président de GL events, entre dans l'actionnariat de la marque « Mère Brazier ». En 2016, Mathieu Viannay et Gilles Demange ouvrent dans le 9ème arrondissement de Lyon l’« Epicerie Comptoir de la Mère Brazier », où sont vendus de l'épicerie fine et des spécialités lyonnaises salées et sucrées. En 2019, un deuxième lieu « Epicerie Comptoir de la Mère Brazier » est ouvert, dans le sixième arrondissement de Lyon.
En 2022, il revend en partie le groupe La Mère Brazier — qui comporte le restaurant et deux épiceries-comptoirs ouvertes à Lyon — a un homme d'affaires bordelais, Matthieu Gufflet, qui veut développer la marque Mère Brazier. Matthieu Gufflet, qui rachète également les parts d'Olivier Ginon, devient actionnaire majoritaire. Mathieu Viannay reste actionnaire minoritaire du groupe, ainsi que dirigeant du restaurant à Lyon. Les deux hommes projettent notamment d'ouvrir de nouvelles épiceries à Paris et Bordeaux, et d'investir dans la viticulture et l'hôtellerie,,.